# Бажора, Фёдор Максимович
Фёдор Максимович Бажора (15 февраля 1911, Елизаветовка, Ростовская область — 4 июля 1966, Миллерово, Ростовская область) — участник Великой Отечественной войны, парторг 2-го батальона 376-го стрелкового полка 220-й стрелковой дивизии, Герой Советского Союза (1945).

## Биография
Родился 15 февраля 1911 года на хуторе Елизаветовка в большой крестьянской семье. Русский.
У его отца — Максима Макаровича было 4 сына и 4 дочери. Самым младшим из братьев был Фёдор. Ещё до войны он отслужил действительную службу на Дальнем Востоке. Член КПСС.
В Великую Отечественную войну боевой путь начал в 1941 году под Севастополем. Служил в отдельной роте ПТР батальона морской пехоты. Все дни героической обороны города Фёдор Бажора, секретарь партийной организации роты, был на переднем крае и личным примером отваги воодушевлял своих боевых товарищей. В последние дни обороны, в 1942 году, был ранен и на подводной лодке доставлен на Кавказ. Находился в госпитале.
Младший лейтенант Бажора 2 июля 1944 года на территории Белоруссии поднял бойцов двух рот в атаку, в рукопашной схватке уничтожил несколько гитлеровцев. Командующий войсками 3-го Белорусского фронта генерал армии И. Д. Черняховский 29 октября 1944 года написал: «Достоин присвоения звания Героя Советского Союза»:

«Тов. Бажора в бою под станицей Жодино 2 июля 1944 г. своим примером увлек личный состав 4-й и 5-й стрелковых рот на отражение вражеской контратаки, в рукопашном бою уничтожил 11 гитлеровцев…»

В июле 1944 года отличился при форсировании реки Неман, удерживая стратегически важный плацдарм под шквальным огнём противника. При попытке гитлеровцев потеснить переправленные части к берегу реки поднял бойцов в контратаку, сумев восстановить положение на участке.
Отличился при форсировании реки Марыха в Гродненском районе и в рукопашном бою у деревни Высокий Мост, лично уничтожив 6 вражеских солдат. В марте 1945 года получил тяжёлое ранение при штурме бронепоезда вблизи города Данциг (ныне Гданьск) и был уволен в запас по состоянию здоровья.
После войны вернулся в родной хутор, где его избрали председателем отстающего колхоза, который он превратил в рентабельное хозяйство. Более 8 лет руководил колхозом, неоднократно избирался депутатом районного совета народных депутатов.
Затем переехал в Миллерово, где работал директором райпромкомбината. Последние годы жизни в связи с обострением болезни был на пенсии, но принимал активное участие в общественной жизни.
Умер 5 июля 1966 года в городе Миллерово.

## Память
- К 38-й годовщине со дня Победы над немецко-фашистскими захватчиками на доме № 29 по ул. 19 съезда КПСС, где жил Герой Советского Союза, была установлена мемориальная доска.
- Имя Ф. М. Бажоры носят улицы в Миллерово (в Маслозаводском посёлке), Гродно и Жодино.

## Награды
- Медаль «Золотая Звезда» Героя Советского Союза (за проявленный в боях героизм и отвагу Указом Президиума Верховного Совета СССР 24 марта 1945 года Бажоре Федору Максимовичу присвоено звание Героя Советского Союза).
- Орден Ленина (24.03.1945)
- Орден Красного Знамени (02.06.1945)
- Медали.